# Lüngerau
Lüngerau (dänisch: Lyngvrå) ist ein Ortsteil der Gemeinde Lindewitt.

## Lage
Westlich von Lüngerau liegt ungefähr 1,3 Kilometer entfernt das kleinere Lindewitt. Ungefähr fünfhundert Meter östlich 
von Lüngerau liegt Großenwiehe. Zwei Kilometer südlich liegt Sillerup. Nördlich liegt in einer Entfernung von 1,5 Kilometern Kleinwiehe und in sechs Kilometer Entfernung Meyn. Die Stadt Flensburg liegt zehn Kilometer  nordöstlich des Ortes. Die Flensburger Straße ist die Hauptstraße des Dorfes. Diese ist Teil der Kreisstraße 67 (vgl. Liste der Kreisstraßen im Kreis Schleswig-Flensburg), welche von Hüllerup, einem Dorf unweit von Flensburg, bis nach Nordfriesland reicht. 

## Hintergrund
Der Ortsname ist erstmals 1352 schriftlich dokumentiert. Er setzt sich zusammen aus dän. lyng für Heidekraut und vrå für Ecke oder Winkel mit der entsprechenden Bedeutung Ecke im Heidekraut. Im Dänischen wurde der Ortsname auch als Lyngraa (Heideau) wiedergegeben. Bei der Übernahme ins Deutsche wurde der Auslaut aa bzw. å entsprechend als Au aufgefasst.
Auf den Karten der dänischen Landesaufnahme von 1857/1858 sowie der Preußischen Landesaufnahme war Lüngerau schon als ein größeres Dorf verzeichnet.
Im Jahr 1974 schloss sich die Gemeinde Lindewitt-Lüngerau (die im Wesentlichen aus Lindewitt und Lüngerau bestand) mit den Gemeinden Kleinwiehe, Linnau, Riesbriek und Sillerup zusammen. Es entstand die heutige Großgemeinde Lindewitt.

## Sage von Speck und Braut aus Lüngerau
Einst soll bei einer Hochzeitsfeier in einem Haus in Lüngerau der Braut ein Speckstück im Halse steckengeblieben und sie daran gestorben sein. Sie wurde in ihrem Brautkleide mit allem was sie an sich trug, begraben. Sie war zur Hochzeit mit viel Gold und Silber geschmückt worden. Zwei Diebe beschlossen, die Tote wieder auszugraben, um sie zu berauben. Sie öffneten das Grab und raubten der Braut den gesamten Schmuck. Beim Lösen des prachtvollen Gürtels mussten sie die Braut hochheben. Als sie sie  wieder in den Sarg zurückfallen ließen, löste sich das Stück Speck und die Braut erwachte. Sie weckte den Pastor, der sie zurück nach Lüngerau brachte.
Die Sage erinnert an das Märchen von Schneewittchen und wird daher auch als Märchen eingestuft.

## Verschiedenes
- Lüngerau hat eine Freiwillige Feuerwehr.[8][9]
- Die Hamburger SPD-Politikerin Silke Vogt-Deppe wurde 1958 in Lüngerau geboren.